# Le infedeli
Le infedeli (br As Infiéis) um filme italiano de 1952 dirigido por Mario Monicelli e Steno, com música de Armando Trovajoli e fotografia de Aldo Tonti.
Estrelado por Gina Lollobrigida, é um dos filmes do início da carreira da atriz italiana, e que marcaram seu sucesso inicial, ainda restrito ao público de seu país.

## Sinopse
Um rico industrial contrata detetives para seguir sua esposa, na esperança de que esta o esteja traindo. Sua intenção é conseguir um divórcio favorável, já que pretende casar-se com uma modelo por quem está apaixonado. Esta perseguição gera encontros e desencontros, situações inusitadas, chantagens, roubos e um suicídio.